# 21. вечити дерби у фудбалу
21. вечити дерби у фудбалу је фудбалска утакмица одиграна у Београду 25. августа 1957. године, између Црвене звезде и Партизана. Утакмица се завршила резултатом 2 : 2 (2 : 1).